# Лесные братья (1905—1906)
«Лесны́е бра́тья» — участники партизанского движения в Прибалтике во время русской революции 1905—1907 годов. Состояли из боевых технических групп, членов народной милиции и исполкомов, народных учителей. Убытки, нанесённые их нападениями помещикам, исчислялись в 12 млн рублей.
Название движения появилось внутри него и впервые опубликовано в начале 1906 года в прессе, став общепринятым и понятным в обществе. Так оно вошло и в литературу.

## История
II съезд ЛСДРП в июне 1905 года провозгласил курс на вооружённое восстание. Были сформированы боевые технические группы, проявившие себя впоследствии по всей Российской империи.
Движение «лесных братьев» развернулось в ходе подавления карательными экспедициями в ноябре 1905 — апреле 1906 годов очагов революции на территории вновь созданного временного Прибалтийского генерал-губернаторства (Курляндская, Лифляндская и Эстляндская губернии). Наибольшего размаха оно достигло в Курляндии летом 1906 года, где партизанские отряды действовали в 91 волости. В Видземе они были в 84 волостях, в Латгалии — в 9. Всего этим движением было охвачено до 10 тыс. человек.
Большей частью группы формировались стихийно, однако нередко их ядром были члены социал-демократических кружков.
Движение «лесных братьев» в латышской части генерал-губернаторства возглавлял назначенный ЦК ЛСДРП бывший учитель Юлиан Кажмер. В руководстве движения были также латвийские социал-демократы В. Барбанс (V. Barbāns), Д. Бейка (D. Beika), П. Знотиньш (P. Znotiņš), К. Боч (K. Bočs), Я. Лиепиньш (J. Liepiņš), Я. Гавенис (J. Gavēnis).
Восставшие руководствовались «Уставом „лесных братьев“» (по данным полиции напечатано 10 тыс. экземпляров) и для пропаганды своих взглядов в массах использовали «Извещение о целях движения „лесных братьев“». Борьба широко освещалась в прокламациях и большевистской газете «Циня» («Борьба»). По официальным данным весной—осенью участниками партизанского движения было совершено 211 убийств и покушений, 57 поджогов имений, 372 нападения на волостные управления, почту, казённые учреждения, повреждения телефонных и телеграфных линий, разрушения железнодорожного полотна и крушения поездов, около 500 экспроприаций.
Одно из самых кровавых и известных нападений было ими совершено в окрестностях Туккума в ночь на 30 ноября 1905 года, когда было убито 20 драгун.
Отряды нападали на волостные управы, чтобы захватить бланки документов и печати (которые могли помочь скрыться по подложным документам), уничтожить документацию и архивы (чтобы уничтожить долговые расписки, рекрутские списки для призыва в армию, данные о жителях волости), захватить деньги. Иногда взломанные сейфы оказывались пустыми, но случались и крупные удачи: так, по сообщению окружному прокурору от 11 января 1906 года в управе Леневардена было украдено 20 тысяч рублей (средняя зарплата подённого рабочего в то время составляла 7-15 рублей в месяц). Все эти преступления не были раскрыты.
«Лесные братья» также грабили кабаки, дома старост, лесников, священников, при этом не слишком отличаясь от банд обычных преступников и наводя ужас на население.
Одним из наиболее активных в Лифляндии был отряд из 30 человек под руководством Яниса Лиепиньша (псевдоним Стенька), действовавший в окрестностях Леневардена и Мадлиены летом и осенью 1905 года. Материалы следственного дела говорят о том, что по предложению Лиепиньша были застрелены взятые в плен 27 ноября 1905 года помощник уездного предводителя Рижского уезда фон Петерсон, писарь Максимович и три черкеса. Осенью 1906 года Лиепиньш отправился в Петербург, оттуда в Великое княжество Финляндское и в конце концов в США, где принимал участие в учредительном съезде Компартии США.
19 августа 1906 года был издан закон о военно-полевых судах, вступивший в силу 24 августа. Он фактически развязал руки представителям власти в проведении следствия, вынесении решений о виновности и исполнении наказаний подозреваемым в революционной деятельности и преступлениях против законной власти. Суды проходили за закрытыми дверями без участия защитников, в составе председателя и 4 офицеров. За этим решением последовали циркуляры председателя правительства П. А. Столыпина генерал-губернаторам, губернаторам, градоначальникам от 6 сентября и 9 октября 1906 года, которые предписывали проявить максимальную активность в использовании чрезвычайных полномочий в борьбе с бунтовщиками и оговаривали персональную ответственность за эффективную работу судов.
С лета 1906 года симпатии населения к бунтовщикам заметно снизились. Экономическое положение крестьян и так было незавидным, а коллективная ответственность за нападения «лесных братьев» и налагаемые за это штрафы усугубляли его.
Отряды «лесных братьев» активно действовали до декабря 1906 года, когда они были ликвидированы по решению социал-демократов. Причиной считается общее свёртывание революционной борьбы в России. Небольшие группы «лесных братьев», не подчинённых социал-демократам, продолжали действовать и после 1906 года, превратившись в обычных бандитов и террористов, учинявших акты насилия по собственному усмотрению.

## Условия жизни в лесу
Зима 1905—1906 года не была особенно суровой: только два раза столбик термометра опустился до отметки минус 11 градусов, а среднедневная температура составляла в Лифляндии в январе –2.3, в феврале –1.8, в марте –0,7 градусов. Крестьянин из Малиены Екаб Аугулис вспоминал: «Мы больше не чувствовали себя в безопасности. Днем нельзя было никуда показаться, а если куда-то выходили что купить, многие толстые мамаши не хотели дать нам еды. Приходилось пригрозить, поднести к носу наган или браунинг. Хотя это звучит ужасно, всякий голодный зверь становится жестоким, а мы и были лесные звери, редко кто от нас не убегал. Иногда встретишься со знакомым человеком, так и он перекрестится и бежит прочь, как от чего-то ужасного».

## Последствия
Вступившие в отряды «лесных братьев» считали существующий порядок несправедливым и пытались против него бороться. Потерпев неудачу, они искали убежища во внутренних губерниях Российской империи, формируя поселения и колонии, уезжали за границу. В большом городе Риге также было довольно просто спрятаться, изменив имя.
Разграбление средств местных самоуправлений, из которых обычно выплачивалось содержание учителям и администрации, пособия пожилым и больным, привело к уменьшению средств на образование.

## В других регионах
В 1906-08 годах на Урале также действовали боевые группы, называвшие себя «лесными братьями», но они, как правило, носили внепартийный характер, хотя и имели в своих рядах членов революционных партий. Наиболее известными из «лесных братьев» Урала были лбовцы и давыдовцы, ставшие впоследствии героями повестей А. Гайдара «Жизнь ни во что (Лбовщина)» — 1926 года и «Лесные братья (Давыдовщина)» — 1927 года. Известны так же малочисленные группы с подобным самоназванием и в других регионах Российской империи, например, в Орловской губернии.